# Liste der Baudenkmale in Bredenfelde
In der Liste der Baudenkmale in Bredenfelde sind alle denkmalgeschützten Bauten der Gemeinde Bredenfelde (Mecklenburg-Vorpommern) und ihrer Ortsteile aufgelistet. Grundlage ist die Veröffentlichung der Denkmalliste des Landkreises Mecklenburgische Seenplatte (Auszug) vom 20. Januar 2017.

## Baudenkmale nach Ortsteilen

### Bredenfelde
| ID  | Lage                      | Bezeichnung                              | Beschreibung | Bild           |
| --- | ------------------------- | ---------------------------------------- | --- | -------------- |
| 172 | Dorfstraße 29, 30 (Karte) | ehem. Schule                             | |                |
| 173 | Dorfstraße 56 (Karte)     | Schloss mit                              | Neugotischer, 2-gesch. Putzbau von 1854 nach Plänen von Friedrich Hitzig im Tudorstil für Ernst Hans Heinrich von Heyden als viereckige Flügelanlage mit seitl. Giebel, Sockelgeschoss und zwei 4 bzw. 5-gesch. Türmchen; Gutsbesitz der Familien Voss bis 1702, von Aven, von Kalckreuth, von Klinggräff und von Heyden; nach 1945 Wohn- und Bürohaus sowie Gaststätte, ab 1968 Leerstand und Verfall, ab 1997 Sanierung und Umbau zum Hotel. | Weitere Bilder |
| 173 |                           | Lenné Park,                              | |                |
| 173 |                           | Gärtnereimauer,                          | |                |
| 173 |                           | Pflasterung im Bereich der Schlossanlage | |                |
| 174 | Dorfstraße 28 (Karte)     | Kirche mit                               | Neugotischer, einschiffiger Feld- und Ziegelsteinbau von um 1850 nach Plänen von Friedrich Wilhelm Buttel mit Eck-Fialen; Westturm mit achtseitigem Spitzhelm. | Weitere Bilder |
| 174 |                           | Neuem Friedhof,                          | |                |
| 174 |                           | Mauer und                                | |                |
| 174 |                           | Portal                                   | |                |

## Quelle
- Karte der Baudenkmale im Geoportal des Landkreises